# Paranitocris cyanipennis
Paranitocris cyanipennis là một loài bọ cánh cứng trong họ Cerambycidae.